# 皮庫伊山
48°49′48″N 23°0′2″E / 48.83000°N 23.00056°E

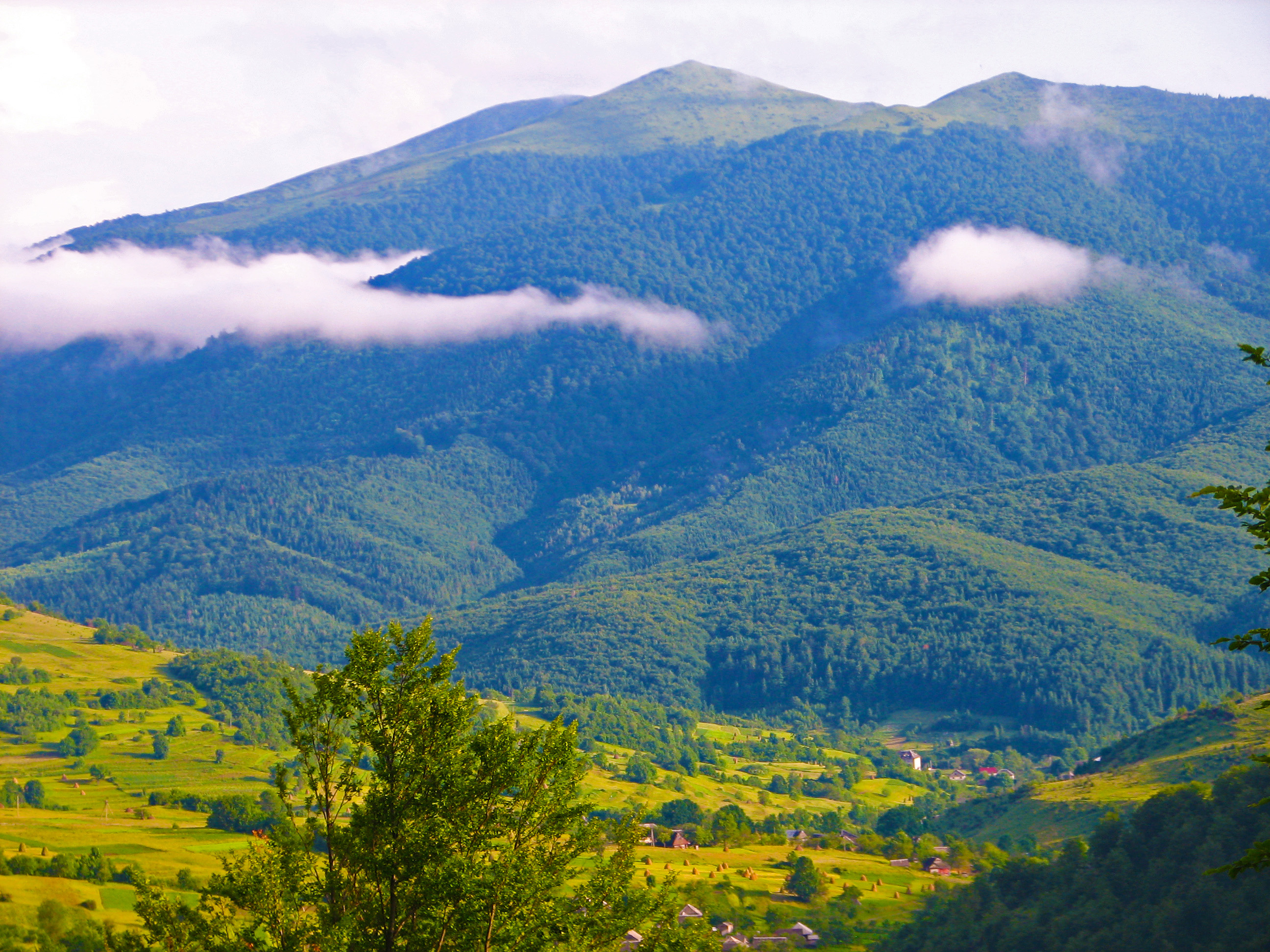

皮庫伊山（烏克蘭語：Пікуй）是烏克蘭的山峰，位於該國西部，處於利沃夫州和外喀爾巴阡州接壤的邊界，屬於烏克蘭喀爾巴阡山脈的一部分，海拔高度1,408米。